# Qualifications pour la Coupe du monde de futsal de 2004
Navigation
Éliminatoires de la coupe du monde 2000 Éliminatoires de la coupe du monde 2008
Les qualifications pour la Coupe du monde de futsal de 2004 mettent aux prises 83 équipes nationales afin de qualifier 15 formations pour disputer la phase finale à Taïwan.
Les qualifications sont organisées par continents (ou confédérations continentales). De ce fait, la difficulté pour obtenir une place en phase finale dépend à la fois du niveau du jeu et du nombre de places réservées au continent d'origine d'une équipe.
Taïwan, pays organisateur, est qualifié d'office comme le veut la règle habituelle. Il s'agit de la « récompenser » de ses efforts (infrastructures, accueil, organisation, etc.) en lui permettant de mobiliser tout le pays autour du projet, de s'assurer un succès auprès du public local et donc de mieux remplir les stades.

## Liste des qualifiés
La carte suivante représente les équipes qualifiées la Coupe du monde de futsal de 2004 :

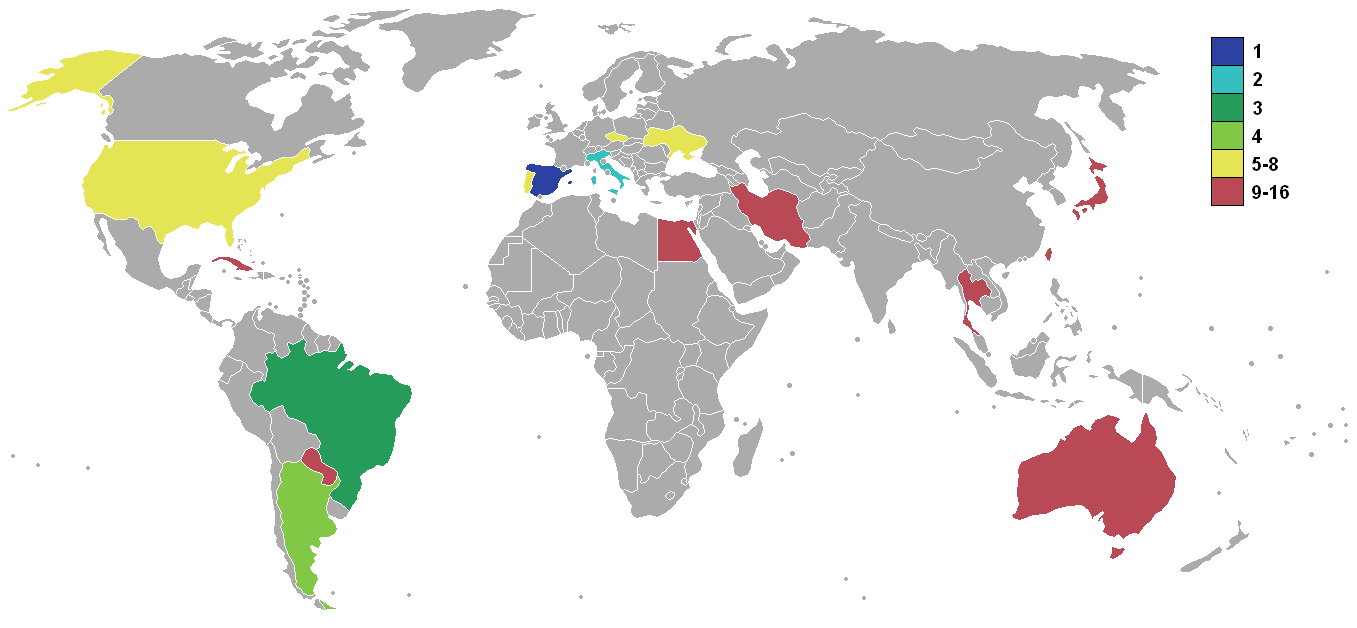
Équipes qualifiées

## Format des qualifications
| Confédération | Confédération | Nom de la zone                         | Équipes engagées | Équipes éliminées | Équipes qualifiées | Date des qualifications       |
| ------------- | ------------- | -------------------------------------- | ---------------- | ----------------- | ------------------ | ----------------------------- |
|               | CAF           | Afrique                                | 4                | 3                 | 1                  | 3 double confrontations       |
|               | CONCACAF      | Amérique du Nord, centrale et Caraïbes | 14               | 12                | 2                  | 3 étapes                      |
|               | CONMEBOL      | Amérique du Sud                        | 10               | 7                 | 3                  | 26 août-1er septembre 2003    |
|               | AFC           | Asie                                   | 17 + 1           | 14                | 3 + 1              | 16-25 avril 2004              |
|               | UEFA          | Europe                                 | 32               | 22                | 5                  | 1er novembre-17 décembre 2003 |
|               | OFC           | Océanie                                | 6                | 5                 | 1                  | 25-27 juillet 2004            |
| Total         | Total         | Total                                  | 83 + 1           | 49                | 15 + 1             | -                             |

Au total, 83 fédérations concourent pour les 15 places de la phase finale. L'équipe du Guatemala, en tant qu'hôte, est automatiquement qualifiée.
Pour la Croatie, le Portugal, la Thaïlande, le Kazakhstan et le Guatemala, c'est la première participation à une phase finale de la Coupe du monde de futsal de la FIFA.

## Résultats des qualifications par confédération

### Afrique
Pour l'Afrique, une seule place est disponible. Dans des qualifications chaotiques où plusieurs matchs n'ont pas lieu, l'Égypte se qualifie sans difficultés.
|  | Quarts de finale     | Quarts de finale     |        |     | Demi-finales      | Demi-finales      |  |  | Finale                      | Finale                      |
|  | Quarts de finale     | Quarts de finale     |        |     | Demi-finales      | Demi-finales      |  |  | Finale                      | Finale                      |
|  |                      |                      |        |     |                   |                   |  |  |                             |                             |
|  | 9 et 12 juillet 2004 | 9 et 12 juillet 2004 |        |     | 2 et 14 août 2004 | 2 et 14 août 2004 |  |  | 27 août et 3 septembre 2004 | 27 août et 3 septembre 2004 |
|  | 9 et 12 juillet 2004 | 9 et 12 juillet 2004 |        |     | 2 et 14 août 2004 | 2 et 14 août 2004 |  |  | 27 août et 3 septembre 2004 | 27 août et 3 septembre 2004 |
|  | Égypte               | 11 8                 |        |     | 2 et 14 août 2004 | 2 et 14 août 2004 |  |  | 27 août et 3 septembre 2004 | 27 août et 3 septembre 2004 |
|  | Égypte               | 11 8                 |        |     | 2 et 14 août 2004 | 2 et 14 août 2004 |  |  | 27 août et 3 septembre 2004 | 27 août et 3 septembre 2004 |
|  | Afrique du Sud       | 01 2                 |        |     | 2 et 14 août 2004 | 2 et 14 août 2004 |  |  | 27 août et 3 septembre 2004 | 27 août et 3 septembre 2004 |
|  | Afrique du Sud       | 01 2                 | Égypte | 7 4 |                   |                   |  |  | 27 août et 3 septembre 2004 | 27 août et 3 septembre 2004 |
|  |                      |                      | Égypte | 7 4 |                   |                   |  |  | 27 août et 3 septembre 2004 | 27 août et 3 septembre 2004 |
|  |                      | Maroc                | 0 3    |     |                   |                   |  |  | 27 août et 3 septembre 2004 | 27 août et 3 septembre 2004 |
|  | Maroc                | Maroc                | 0 3    |     |                   |                   |  |  | 27 août et 3 septembre 2004 | 27 août et 3 septembre 2004 |
|  |                      |                      |        |     |                   |                   |  |  | 27 août et 3 septembre 2004 | 27 août et 3 septembre 2004 |
|  |                      |                      |        |     |                   |                   |  |  | 27 août et 3 septembre 2004 | 27 août et 3 septembre 2004 |
|  | Égypte               | 10 3                 |        |     |                   |                   |  |  |                             |                             |
|  | Égypte               | 10 3                 |        |     |                   |                   |  |  |                             |                             |
|  |                      | Mozambique           | 02 5   |     |                   |                   |  |  |                             |                             |
|  |                      | Mozambique           | 02 5   |     |                   |                   |  |  |                             |                             |
|  |                      |                      |        |     |                   |                   |  |  |                             |                             |
|  |                      |                      |        |     |                   |                   |  |  |                             |                             |
|  | Mozambique           |                      |        |     |                   |                   |  |  |                             |                             |
|  |                      |                      |        |     |                   |                   |  |  |                             |                             |
|  |                      |                      |        |     |                   |                   |  |  |                             |                             |
|  |                      |                      |        |     |                   |                   |  |  |                             |                             |
|  |                      |                      |        |     |                   |                   |  |  |                             |                             |
|  |                      |                      |        |     |                   |                   |  |  |                             |                             |
|  |                      |                      |        |     |                   |                   |  |  |                             |                             |

### Amérique du Nord, centrale et Caraïbes
Après avoir organisé des stages pour entraîneurs et arbitres à Cuba, au Guatemala et à Trinité-et-Tobago, la CONCACAF voit 21 nations s'engager pour les éliminatoires (contre seulement 4 équipes en 1996 et 8 en 2000). La première phase préliminaire est annoncée en mars-avril 2004.

#### Caraïbes - tour préliminaire
L’équipe de futsal de Trinité-et-Tobago remporte la première édition du tournoi des Caraïbes en battant la Guyane 5:0 en finale. Cette compétition, qui réunit huit équipes, sert à l’Union des Caraïbes de Football (CFU) d’éliminatoires en vue du grand tournoi de la zone CONCACAF. Le Surinam, vainqueur des Antilles néerlandaises 9:4 lors du match pour la troisième place, accompagne les deux finalistes. Dans le tournoi Nord-américain, les Panaméens accompagnent le Mexique et les Etats-Unis au tournoi qualificatif final de la CONCACAF.

##### Groupe A
| Rang | Équipe                 | Pts | J | G | N | P | Bp | Bc | Diff |
| ---- | ---------------------- | --- | - | - | - | - | -- | -- | ---- |
| 1    | Trinité-et-Tobago      | 9   | 3 | 3 | 0 | 0 | 17 | 7  | +10  |
| 2    | Antilles néerlandaises | 6   | 3 | 2 | 0 | 1 | 16 | 9  | +7   |
| 3    | Grenade                | 3   | 3 | 1 | 0 | 2 | 10 | 18 | -8   |
| 4    | Porto Rico             | 0   | 3 | 0 | 0 | 3 | 8  | 17 | -9   |

- 19.04.04 : Grenade  2-6 (1-1)  Antilles néerlandaises
- 19.04.04 : Trinité-et-Tobago  4-2 (3-0)  Porto Rico
- 20.04.04 : Porto Rico  3-6 (2-3)  Grenade
- 20.04.04 : Antilles néerlandaises  3-4 (1-2)  Trinité-et-Tobago
- 21.04.04 : Porto Rico  3-7 (0-3)  Antilles néerlandaises
- 21.04.04 : Trinité-et-Tobago  9-2 (3-2)  Grenade

##### Groupe B
| Rang | Équipe                          | Pts | J | G | N | P | Bp | Bc | Diff |
| ---- | ------------------------------- | --- | - | - | - | - | -- | -- | ---- |
| 1    | Guyana                          | 9   | 3 | 3 | 0 | 0 | 29 | 9  | +20  |
| 2    | Suriname                        | 6   | 3 | 2 | 0 | 1 | 27 | 8  | +19  |
| 3    | Saint-Vincent-et-les-Grenadines | 3   | 3 | 1 | 0 | 2 | 4  | 18 | -14  |
| 4    | Îles Turques-et-Caïques         | 0   | 3 | 0 | 0 | 3 | 3  | 28 | -25  |

- 19.04.04 : Suriname  7-0 (3-0)  Saint-Vincent-et-les-Grenadines
- 19.04.04 : Guyana  11-2 (4-1)  Îles Turques-et-Caïques
- 20.04.04 : Îles Turques-et-Caïques  1-15 (0-8)  Suriname
- 20.04.04 : Saint-Vincent-et-les-Grenadines  2-11 (2-3)  Guyana
- 21.04.04 : Îles Turques-et-Caïques  0-2 (0-0)  Saint-Vincent-et-les-Grenadines
- 21.04.04 : Suriname  5-7 (0-2)  Guyana

##### Phase finale
23 avril 2004
- Finale : Trinité-et-Tobago  5-0 (1-0)  Guyana
- 3e place : Suriname  9-4 (6-0)  Antilles néerlandaises

#### Amérique du Nord et centrale - tour préliminaire
Chaque rencontre de la compétition préliminaire se déroule en deux manches (aller et retour) entre les représentants de la zone Amérique du Nord et de l’UNCAF (Amérique centrale). Cela pour conquérir l’un des trois billets pour le Costa Rica. Les États-Unis, le Mexique et le Canada (Amérique du Nord) affrontent respectivement le Honduras, le Salvador et le Panama (Amérique centrale). Les trois vainqueurs sont qualifiés pour le dernier tour des qualifications de la CONCACAF avec les quatre autres qualifiés de la zone Caraïbes. Seuls les deux meilleurs de ce dernier tour (qui regroupe donc un total de huit équipes) prennent part au Mondial.
- 21.05.04 : Panama  4-5 (4-2)  Canada
- 22.05.04 : Canada  1-7 (1-3)  Panama
- 20.05.04 : Mexique  10-4 (6-3)  Salvador
- 22.05.04 : Salvador  5-7 (1-4)  Mexique
- 18.05.04 : États-Unis  5-1 (2-0)  Honduras
- 20.05.04 : Honduras  0-2 (0-0)  États-Unis

#### Tournoi final
Grâce à leur victoire 2-0 en finale sur Cuba, les États-Unis remportent leur premier championnat de futsal de la CONCACAF depuis 1996. Les deux finalistes rejoignent le gratin mondial de la discipline au Championnat du Monde.

##### Groupe A
| Rang | Équipe            | Pts | J | G | N | P | Bp | Bc | Diff |
| ---- | ----------------- | --- | - | - | - | - | -- | -- | ---- |
| 1    | Costa Rica        | 9   | 3 | 3 | 0 | 0 | 23 | 2  | +21  |
| 2    | Mexique           | 6   | 3 | 2 | 0 | 1 | 12 | 13 | -1   |
| 3    | Trinité-et-Tobago | 3   | 3 | 1 | 0 | 2 | 12 | 16 | -4   |
| 4    | Suriname          | 0   | 3 | 0 | 0 | 3 | 10 | 26 | -16  |

- 23.07.04 : Mexique  6-4 (2-2)  Trinité-et-Tobago
- 23.07.04 : Costa Rica  13-1 (5-0)  Suriname
- 25.07.04 : Suriname  5-6 (0-4)  Mexique
- 25.07.04 : Costa Rica  6-1 (1-0)  Trinité-et-Tobago
- 27.07.04 : Trinité-et-Tobago  7-4 (2-1)  Suriname
- 27.07.04 : Costa Rica  4-0 (1-0)  Mexique

##### Groupe B
| Rang | Équipe     | Pts | J | G | N | P | Bp | Bc | Diff |
| ---- | ---------- | --- | - | - | - | - | -- | -- | ---- |
| 1    | Cuba       | 7   | 3 | 2 | 1 | 0 | 13 | 4  | +9   |
| 2    | États-Unis | 5   | 3 | 1 | 2 | 0 | 9  | 3  | +6   |
| 3    | Panama     | 4   | 3 | 1 | 1 | 1 | 10 | 7  | +3   |
| 4    | Guyana     | 0   | 3 | 0 | 0 | 3 | 6  | 24 | -18  |

- 24.07.04 : États-Unis  2-2 (0-1)  Panama
- 24.07.04 : Guyana  3-10 (1-5)  Cuba
- 26.07.04 : États-Unis  6-0 (1-0)  Guyana
- 26.07.04 : Cuba  2-0 (1-0)  Panama
- 28.07.04 : Panama  8-3 (2-1)  Guyana
- 28.07.04 : Cuba  1-1 (1-0)  États-Unis

##### Phase finale
|  | Demi-finales 30 juillet 2004 | Demi-finales 30 juillet 2004 |                        |   | Finales 31 juillet 2004 | Finales 31 juillet 2004 |
|  | Demi-finales 30 juillet 2004 | Demi-finales 30 juillet 2004 |                        |   | Finales 31 juillet 2004 | Finales 31 juillet 2004 |
|  |                              |                              |                        |   |                         |                         |
|  |                              |                              |                        |   |                         |                         |
|  |                              |                              |                        |   |                         |                         |
|  | Cuba                         | 5                            |                        |   |                         |                         |
|  | Cuba                         | 5                            |                        |   |                         |                         |
|  | Mexique                      | 4                            |                        |   |                         |                         |
|  | Mexique                      | 4                            | Cuba                   | 0 |                         |                         |
|  |                              |                              | Cuba                   | 0 |                         |                         |
|  |                              | États-Unis                   | 2                      |   |                         |                         |
|  | Costa Rica                   | États-Unis                   | 2                      | 0 |                         |                         |
|  | Costa Rica                   |                              |                        | 0 |                         |                         |
|  | États-Unis                   | 4                            |                        |   |                         |                         |
|  | États-Unis                   | 4                            | Match pour la 3e place |   |                         |                         |
|  |                              |                              |                        |   |                         |                         |
|  |                              |                              |                        |   |                         |                         |
|  |                              |                              |                        |   |                         |                         |
|  | Costa Rica                   | 12                           |                        |   |                         |                         |
|  | Costa Rica                   | 12                           |                        |   |                         |                         |
|  | Mexique                      | 5                            |                        |   |                         |                         |
|  | Mexique                      | 5                            |                        |   |                         |                         |

### Asie
Versés dans le Groupe A des qualifications pour le Championnat du Monde de Futsal de la FIFA, avec l'Ouzbékistan, l'Indonésie, le Cambodge et Hong-Kong, les Iraniens, champions d'Asie, se rendent à Macao du 16 au 25 avril 2004 avec la ferme intention de préserver leur invincibilité et participer à leur sixième Mondial sur six éditions. Dans le Groupe B, les Koweïtiens, têtes de série, doivent croiser le fer avec la Corée du sud, Chinese Taipei et les Maldives. Le Japon retrouve dans son Groupe C le Liban, le Kirghizistan, les Philippines et Macao, le régional de l'étape. Enfin, la poule D mettra aux prises la Thaïlande, la Malaisie, la Chine et Guam. Une première phase permet d'éliminer dix équipes ; les huit autres se disputent le titre du Championnat d'Asie de futsal 2004, mais aussi les trois places qualificatives pour le Championnat du Monde.
L'Iran démontre une fois de plus sa suprématie sur le futsal asiatique face au Japon et tous les autres prétendants pour remporter son sixième titre continental au Championnat d'Asie de futsal. Le Japon, finaliste malheureux, la Thaïlande, troisième du tournoi ainsi que le pays organisateur du Mondial, Taiwan, accompagnent l’Iran. Dans le Groupe A, les Perses n'ont pas fait de détail : ils humilient Hong Kong 15-0, puis corrigent l’Indonésie 13-3 avant de ridiculiser le Cambodge 24-1. Le dernier match, remporté 8-1 face à l’Ouzbékistan, fait dès lors figure de formalité. Puis, en quart de finale, c’est au tour du Koweït de subir la loi des Iraniens (10-3) avant que la Thaïlande ne s’incline à son tour (6-1) en demi-finale.
Les Japonais continuent sur la lancée qui leur permet de se hisser en finale lors des deux éditions précédentes. Ils commencent leur campagne dans le Groupe C par une large victoire sur Macao 17-0, puis s’imposent 12-0 devant les Philippines avant de surclasser le Kirghizstan 4-1 et le Liban 4-0, pour un total de 37 buts marqués et un seul concédé. Les quarts et les demi-finales s’avèrent plus serrés et ils doivent puiser dans leurs ressources pour écarter successivement la Chine (5-2) et l’Ouzbékistan (4-2) et gagner ainsi leur billet pour Taiwan.
La Thaïlande, championne d’Asie du sud-est, confirme elle aussi son rang en décrochant la troisième place pour la troisième fois consécutive. En quart de finale, ils s’imposent largement 9-3 devant le Liban. En demi-finale, les Iraniens se révèlent trop coriaces. Pour la troisième place, dernière qualificative, les Thaïlandais parviennent à défaire l’Ouzbékistan 3-1 pour décrocher leur place au Championnat du Monde.
| Rang | Équipe      | Pts | J | G | N | P | Bp | Bc | Diff |
| ---- | ----------- | --- | - | - | - | - | -- | -- | ---- |
| 1    | Iran        | 12  | 4 | 4 | 0 | 0 | 60 | 5  | +55  |
| 2    | Ouzbékistan | 9   | 4 | 3 | 0 | 1 | 20 | 9  | +11  |
| 3    | Indonésie   | 3   | 4 | 1 | 0 | 3 | 11 | 22 | -11  |
| 4    | Hong Kong   | 3   | 4 | 1 | 0 | 3 | 10 | 31 | -21  |
| 5    | Cambodge    | 3   | 4 | 1 | 0 | 3 | 12 | 46 | -34  |

| Rang | Équipe       | Pts | J | G | N | P | Bp | Bc | Diff |
| ---- | ------------ | --- | - | - | - | - | -- | -- | ---- |
| 1    | Japon        | 12  | 4 | 4 | 0 | 0 | 37 | 1  | +36  |
| 2    | Liban        | 7   | 4 | 2 | 1 | 1 | 19 | 8  | +11  |
| 3    | Kirghizistan | 7   | 4 | 2 | 1 | 1 | 15 | 7  | +8   |
| 4    | Macao        | 3   | 4 | 1 | 0 | 3 | 9  | 35 | -26  |
| 5    | Philippines  | 0   | 4 | 0 | 0 | 4 | 4  | 33 | -29  |

| Rang | Équipe       | Pts | J | G | N | P | Bp | Bc | Diff |
| ---- | ------------ | --- | - | - | - | - | -- | -- | ---- |
| 1    | Corée du Sud | 9   | 3 | 3 | 0 | 0 | 32 | 8  | +24  |
| 2    | Koweit       | 6   | 3 | 2 | 0 | 1 | 28 | 6  | +22  |
| 3    | Taïwan       | 3   | 3 | 1 | 0 | 2 | 14 | 11 | +3   |
| 4    | Maldives     | 0   | 3 | 0 | 0 | 3 | 5  | 54 | -49  |

| Rang | Équipe    | Pts | J | G | N | P | Bp | Bc | Diff |
| ---- | --------- | --- | - | - | - | - | -- | -- | ---- |
| 1    | Thaïlande | 7   | 3 | 2 | 1 | 0 | 36 | 4  | +32  |
| 2    | Chine     | 7   | 3 | 2 | 1 | 0 | 34 | 4  | +30  |
| 3    | Malaisie  | 3   | 3 | 1 | 0 | 2 | 18 | 18 | 0    |
| 4    | Guam      | 0   | 3 | 0 | 0 | 3 | 1  | 63 | -62  |

|  | Quarts-de-finale 23 avril 2004 | Quarts-de-finale 23 avril 2004 |       |             | Demi-finales 24 avril 2004 | Demi-finales 24 avril 2004 |  |  | Finales 25 avril 2004 | Finales 25 avril 2004 |
|  | Quarts-de-finale 23 avril 2004 | Quarts-de-finale 23 avril 2004 |       |             | Demi-finales 24 avril 2004 | Demi-finales 24 avril 2004 |  |  | Finales 25 avril 2004 | Finales 25 avril 2004 |
|  |                                |                                |       |             |                            |                            |  |  |                       |                       |
|  |                                |                                |       |             |                            |                            |  |  |                       |                       |
|  |                                |                                |       |             |                            |                            |  |  |                       |                       |
|  | Japon                          | 5                              |       |             |                            |                            |  |  |                       |                       |
|  | Japon                          | 5                              |       |             |                            |                            |  |  |                       |                       |
|  | Chine                          | 2                              |       |             |                            |                            |  |  |                       |                       |
|  | Chine                          | 2                              | Japon | 4           |                            |                            |  |  |                       |                       |
|  |                                |                                | Japon | 4           |                            |                            |  |  |                       |                       |
|  |                                | Ouzbékistan                    | 2     |             |                            |                            |  |  |                       |                       |
|  | Corée du Sud                   | Ouzbékistan                    | 2     | 5           |                            |                            |  |  |                       |                       |
|  | Corée du Sud                   |                                |       | 5           |                            |                            |  |  |                       |                       |
|  | Ouzbékistan                    | 6                              |       |             |                            |                            |  |  |                       |                       |
|  | Ouzbékistan                    | 6                              | Japon | 3           |                            |                            |  |  |                       |                       |
|  |                                |                                | Japon | 3           |                            |                            |  |  |                       |                       |
|  |                                | Iran                           | 5     |             |                            |                            |  |  |                       |                       |
|  | Iran                           | Iran                           | 5     | 10          |                            |                            |  |  |                       |                       |
|  | Iran                           |                                |       | 10          |                            |                            |  |  |                       |                       |
|  | Koweit                         | 3                              |       |             |                            |                            |  |  |                       |                       |
|  | Koweit                         | 3                              | Iran  | 6           |                            |                            |  |  |                       |                       |
|  |                                |                                | Iran  | 6           | Match pour la 3e place     |                            |  |  |                       |                       |
|  |                                | Thaïlande                      | 1     |             |                            |                            |  |  |                       |                       |
|  | Thaïlande                      | Thaïlande                      | 1     | 9           |                            |                            |  |  |                       |                       |
|  | Thaïlande                      |                                |       | 9           |                            |                            |  |  |                       |                       |
|  | Liban                          | 3                              |       | Ouzbékistan | 1                          |                            |  |  |                       |                       |
|  | Liban                          | 3                              |       | Ouzbékistan | 1                          |                            |  |  |                       |                       |
|  |                                |                                |       |             |                            |                            |  |  | Thaïlande             | 3                     |
|  |                                |                                |       |             |                            |                            |  |  | Thaïlande             | 3                     |

### Europe
Lors d'un tirage au sort, l’UEFA forme huit groupes de trois équipes, et deux de quatre (nouveau record en termes de participation). Les premiers de chaque groupe sont qualifiés pour la deuxième étape, qui les voient s'affronter en fonction du Classement européen de futsal des équipes (le premier contre le dixième, le deuxième contre le neuvième, etc.). Organisée selon le format des matches aller et retour, cette phase détermine les cinq sélections qui se rendent en Asie les 10 (aller) et 17 (retour) décembre.
Le premier tour des éliminatoires européens donne lieu à quelques déconvenues inattendues. La Russie, 4e au Guatemala en 2000, se fait surprendre à Sarajevo en s’inclinant (3-2) face à la Bosnie-Herzégovine, qui termine à la première place du Groupe 3 après avoir battu la Macédoine. Autres équipes qui ont échoué : les Pays-Bas et la Croatie, également présents il y a quatre ans au Guatemala. Les Néerlandais, placés dans le Groupe 5 et accrochés par la Lituanie, voient la Biélorussie passer devant les deux équipes et assurer son billet. Les Croates, qui évoluent à domicile, débutent par un carton face à l’Arménie (9-0). Mais le match décisif face à la Hongrie tourne à la douche froide pour les supporters présents à Gospic : défaite 7-5 et élimination prématurée. Même la présence de Robert Jarni, l’un des grands noms du football croate, n’a pu empêcher cette issue. Les favoris espagnols et italiens passent sans encombre.
Lors des matchs de barrage aller, les rencontres tournent toutes en faveur des visiteurs, qui s'imposent et attendent tranquillement le match retour, la semaine suivante. À l’issue des matches retours, les sélections de la République tchèque, de l’Espagne, du Portugal, de l’Ukraine et de l’Italie se qualifient pour les Championnats du Monde de Futsal de la FIFA, Chinese Taipei 2004, confirmant les pronostics.
| Rang | Équipe      | Pts | J | G | N | P | Bp | Bc | Diff |
| ---- | ----------- | --- | - | - | - | - | -- | -- | ---- |
| 1    | Slovénie    | 9   | 3 | 3 | 0 | 0 | 19 | 1  | +18  |
| 2    | Yougoslavie | 6   | 3 | 2 | 0 | 1 | 13 | 9  | +4   |
| 3    | Géorgie     | 3   | 3 | 1 | 0 | 2 | 9  | 16 | -7   |
| 4    | Moldavie    | 0   | 3 | 0 | 0 | 3 | 9  | 24 | -15  |

| Rang | Équipe   | Pts | J | G | N | P | Bp | Bc | Diff |
| ---- | -------- | --- | - | - | - | - | -- | -- | ---- |
| 1    | Italie   | 9   | 3 | 3 | 0 | 0 | 22 | 0  | +22  |
| 2    | Belgique | 6   | 3 | 2 | 0 | 1 | 7  | 5  | +2   |
| 3    | Finlande | 3   | 3 | 1 | 0 | 2 | 4  | 18 | -14  |
| 4    | France   | 0   | 3 | 0 | 0 | 3 | 4  | 14 | -10  |

| Rang | Équipe             | Pts | J | G | N | P | Bp | Bc | Diff |
| ---- | ------------------ | --- | - | - | - | - | -- | -- | ---- |
| 1    | Bosnie-Herzégovine | 6   | 2 | 2 | 0 | 0 | 5  | 2  | +3   |
| 2    | Russie             | 3   | 2 | 1 | 0 | 1 | 8  | 7  | +1   |
| 3    | Macédoine du Nord  | 0   | 2 | 0 | 0 | 2 | 4  | 8  | -4   |

| Rang | Équipe     | Pts | J | G | N | P | Bp | Bc | Diff |
| ---- | ---------- | --- | - | - | - | - | -- | -- | ---- |
| 1    | Ukraine    | 6   | 2 | 2 | 0 | 0 | 9  | 2  | +7   |
| 2    | Kazakhstan | 3   | 2 | 1 | 0 | 1 | 5  | 4  | +1   |
| 3    | Andorre    | 0   | 2 | 0 | 0 | 2 | 2  | 10 | -8   |

| Rang | Équipe      | Pts | J | G | N | P | Bp | Bc | Diff |
| ---- | ----------- | --- | - | - | - | - | -- | -- | ---- |
| 1    | Biélorussie | 6   | 2 | 2 | 0 | 0 | 9  | 4  | +5   |
| 2    | Lituanie    | 1   | 2 | 0 | 1 | 1 | 8  | 10 | -2   |
| 3    | Pays-Bas    | 1   | 2 | 0 | 1 | 1 | 6  | 9  | -3   |

| Rang | Équipe   | Pts | J | G | N | P | Bp | Bc | Diff |
| ---- | -------- | --- | - | - | - | - | -- | -- | ---- |
| 1    | Portugal | 6   | 2 | 2 | 0 | 0 | 26 | 7  | +19  |
| 2    | Grèce    | 3   | 2 | 1 | 0 | 1 | 14 | 12 | +2   |
| 3    | Albanie  | 0   | 2 | 0 | 0 | 2 | 10 | 31 | -21  |

| Rang | Équipe      | Pts | J | G | N | P | Bp | Bc | Diff |
| ---- | ----------- | --- | - | - | - | - | -- | -- | ---- |
| 1    | Pologne     | 6   | 2 | 2 | 0 | 0 | 19 | 1  | +18  |
| 2    | Azerbaïdjan | 1   | 2 | 0 | 1 | 1 | 5  | 10 | -5   |
| 3    | Chypre      | 1   | 2 | 0 | 1 | 1 | 4  | 17 | -13  |

| Rang | Équipe  | Pts | J | G | N | P | Bp | Bc | Diff |
| ---- | ------- | --- | - | - | - | - | -- | -- | ---- |
| 1    | Hongrie | 6   | 2 | 2 | 0 | 0 | 12 | 7  | +5   |
| 2    | Croatie | 3   | 2 | 1 | 0 | 1 | 14 | 9  | +5   |
| 3    | Arménie | 0   | 2 | 0 | 0 | 2 | 4  | 14 | -10  |

| Rang | Équipe   | Pts | J | G | N | P | Bp | Bc | Diff |
| ---- | -------- | --- | - | - | - | - | -- | -- | ---- |
| 1    | Tchéquie | 6   | 2 | 2 | 0 | 0 | 10 | 5  | +5   |
| 2    | Israël   | 3   | 2 | 1 | 0 | 1 | 7  | 6  | +1   |
| 3    | Roumanie | 0   | 2 | 0 | 0 | 2 | 4  | 10 | -6   |

| Rang | Équipe    | Pts | J | G | N | P | Bp | Bc | Diff |
| ---- | --------- | --- | - | - | - | - | -- | -- | ---- |
| 1    | Espagne   | 6   | 2 | 2 | 0 | 0 | 8  | 3  | +5   |
| 2    | Lettonie  | 1   | 2 | 0 | 1 | 1 | 3  | 5  | -2   |
| 3    | Slovaquie | 1   | 2 | 0 | 1 | 1 | 4  | 7  | -3   |

### Océanie
| Résultats des rencontres | Résultats des rencontres | Résultats des rencontres | Résultats des rencontres |
| Date                     | Équipe 1                 | Score (m-t)              | Équipe 2                 |
| ------------------------ | ------------------------ | ------------------------ | ------------------------ |
| 25.07.04                 | Nouvelle-Zélande         | 4-2 (1-1)                | Vanuatu                  |
| 25.07.04                 | Samoa                    | 0-4 (0-2)                | Fidji                    |
| 25.07.04                 | Australie                | 9-0 (6-0)                | Îles Salomon             |
| 26.07.04                 | Îles Salomon             | 6-3 (2-1)                | Samoa                    |
| 26.07.04                 | Fidji                    | 1-5 (0-3)                | Vanuatu                  |
| 26.07.04                 | Nouvelle-Zélande         | 0-4 (0-1)                | Australie                |
| 27.07.04                 | Samoa                    | 4-7 (1-2)                | Vanuatu                  |
| 27.07.04                 | Îles Salomon             | 4-8 (3-5)                | Nouvelle-Zélande         |
| 27.07.04                 | Australie                | 1-0 (1-0)                | Fidji                    |
| 28.07.04                 | Fidji                    | 2-4 (1-2)                | Nouvelle-Zélande         |
| 28.07.04                 | Vanuatu                  | 7-1 (3-0)                | Îles Salomon             |
| 28.07.04                 | Australie                | 5-0 (1-0)                | Samoa                    |
| 29.07.04                 | Fidji                    | 4-1 (3-1)                | Îles Salomon             |
| 29.07.04                 | Samoa                    | 2-6 (1-3)                | Nouvelle-Zélande         |
| 29.07.04                 | Vanuatu                  | 0-1 (0-0)                | Australie                |

Du 25 au 29 juillet 2004, six sélections océaniennes se dispute l'unique place attribuée à cette région pour le Championnat du Monde. C'est l'Arena Complex de l'Australian Institute of Sport à Canberra qui est choisie pour accueillir ce tournoi de qualification. Chacune des cinq journées de la compétition se dispute trois rencontres. L'Australie est la grande favorite de ce tournoi, aux côtés de la Nouvelle-Zélande, du Vanuatu, des Fidji, des Samoa et des îles Salomon.
La sélection australienne de futsal fait honneur à son statut. Sur ses terres, elle n'a aucun mal à décrocher son billet pour le Championnat du Monde : cinq matches, cinq victoires, 20 buts à 0.
| Rang | Équipe           | Pts | J | G | N | P | Bp | Bc | Diff |
| ---- | ---------------- | --- | - | - | - | - | -- | -- | ---- |
| 1    | Australie        | 15  | 5 | 5 | 0 | 0 | 20 | 0  | +20  |
| 2    | Nouvelle-Zélande | 12  | 5 | 4 | 0 | 1 | 22 | 14 | +8   |
| 3    | Vanuatu          | 9   | 5 | 3 | 0 | 2 | 21 | 11 | +10  |
| 4    | Fidji            | 6   | 5 | 2 | 0 | 3 | 11 | 11 | 0    |
| 5    | Îles Salomon     | 3   | 5 | 1 | 0 | 4 | 12 | 31 | -19  |
| 6    | Samoa            | 0   | 5 | 0 | 0 | 5 | 9  | 28 | -19  |

## Source et références
- (en) FIFA, « Preliminary Competitions », Rapport technique,‎ 2004, p. 66-69 (lire en ligne, consulté le 13 avril 2018)

1. ↑  « La Concacaf repousse ses limites », sur fifa.com, 12 novembre 2003 (consulté le 18 avril 2018)
2. ↑  « Trinité-et-Tobago à l’assaut du futsal », sur fifa.com, 7 mai 2004 (consulté le 19 avril 2018)
3. ↑  « La CONCACAF présente ses prétendants », sur fifa.com, 26 mai 2004 (consulté le 19 avril 2018)
4. ↑  « Futsal : les qualifications de la CONCACAF prennent tournure », sur fifa.com, 19 février 2004 (consulté le 19 avril 2018)
5. ↑  « Les Américains font la loidu », sur fifa.com, 2 août 2004 (consulté le 19 avril 2018)
6. ↑  « Futsal : la menace japonaise », sur fifa.com, 15 avril 2004 (consulté le 18 avril 2018)
7. ↑  « Iran : la passe de six ? », sur fifa.com, 26 janvier 2004 (consulté le 18 avril 2018)
8. 1 2 3  « Et de six pour l’Iran ! Le Japon et la Thaïlande décrochent leur billet pour le Championnat du Monde », sur fifa.com, 27 avril 2004 (consulté le 18 avril 2018)
9. ↑  « L’UEFA et le CONMEBOL organisent leurs éliminatoires », sur fifa.com, 7 juillet 2003 (consulté le 1er mai 2018)
10. 1 2  « Surprises au menu en Europe », sur fifa.com, 19 novembre 2003 (consulté le 18 avril 2018)
11. ↑  « UEFA : Les favoris se placent », sur fifa.com, 14 décembre 2003 (consulté le 18 avril 2018)
12. ↑  « Cinq équipes en phase finale », sur fifa.com, 19 décembre 2003 (consulté le 18 avril 2018)
13. ↑  « Qui pour terrasser l'Australie ? », sur fifa.com, 23 juillet 2004 (consulté le 19 avril 2018)
14. ↑  « L'Australie souveraine », sur fifa.com, 30 juillet 2004 (consulté le 19 avril 2018)